# 提姆·奧斯瓦爾德
提姆·奧斯瓦爾德（英語：Tim Osswald；1958年6月6日—）是美国機械工程師、威斯康辛大學麥迪遜分校機械工程學系教授。他也是哥倫比亞國立大學與德國愛爾朗根-紐倫堡大學的名譽教授。著有12本高分子工程領域的專書，並且從事高分子加工與設計等領域的教學工作。他的研究囊括了高分子加工的建模與模擬、以及塑膠、可持續性、生物高分子等的工程設計。他是高分子工程中心的共同創辦人與現任共同理事；自2001年起，該中心致力於透過教育、培訓以及位於威斯康辛大學麥迪遜分校工學院的研究，解決塑膠工業所面臨的產業與製程議題。目前是《塑膠技術期刊》（The Journal of Plastics Technology）與美國《高分子工程期刊》（Journal of Polymer Engineering）的英文編輯。

## 外部連結
- Profile UW-Madison （页面存档备份，存于） from College of Engineering - University of Wisconsin-Madison
- Profile LKT from Lehrstuhl für Kunststofftechnik